# Étoges

Étoges este o comună în departamentul Marne, Franța. În 2009 avea o populație de 340 de locuitori.